# طمأنينة
الطُّمَأْنِينَة لغة الثقة وعدم القلق. وطمأنينة النفس راحتها وسكونها وثباتها.
الطمأنينة أعم من السعادة، السعادة ترتبط بالمسرات. الطمأنينة ترتبط بالقناعات والسلوكيات السعادة مؤقتة والطمأنينة دائمة، الطمأنينة هي الحياة الحقيقة السعيدة التي ينشدها كل الناس ولكن لا يهتدون إليها. السعادة غاية كل إنسان في هذه الحياة , والطمأنينة هي العامل الأهم في تحصيل تلك السعادة , والركن الأبرز من أركان الحياة الهانئة الرغيدة
الطمأنينة: زيادة سكون القلب، وذلك بحصول العلم اليقين الناشئ عن الرؤية، فالخليل إبراهيم عليه السلام مؤمن بالله، ولا يريد أن يرى ليؤمن، بل ليزداد يقينًا ويسكن فكره وخاطره بذلك اليقين، فلا يحتاج إلى معاودة الاستدلال ودفع الشُّبَهِ عن القلب. والطمأنينة أقوى من الأمن، يتضح ذلك في وصف القرية بأنها {كَانَتْ آمِنَةً مُطْمَئِنَّةً}.

## الطمأنينة في علم النفس
ينشأ الإنسان في أحضان الأسرة منذ ميلاده إلى أن يبلغ سن الرشد، فينمو جسميا وعقليا ونفسيا، وعملية النمو تخضع إلى مجموعة من الشروط التي يجب احترامها والعمل على تحقيقها. فالنمو عملية متكاملة منسجمة، فإذا حدث خلل في جانب منه سوف يؤثر بشكل مباشر على الجوانب الأخرى، فسوء التغذية مثلا يؤثر على النمو الجسمي الذي بدوره يؤثر على النمو العقلي والانفعالي.
يعد الشعور بالطمأنينة النفسية أحد مظاهر الصحة النفسية الإيجابية وأول مؤشراتها، فلقد تحدث الكثير من العلماء والمفكرين عن أبرز المؤشرات الإيجابية للصحة النفسية والتي منها شعور الفرد بالأمن النفسي والنجاح في إقامة علاقات مع الآخرين وتحقيق التوافق النفسي والبعد عن التصلب والانفتاح على الآخرين. لقد ذكر بولبي أن الصحة النفسية الإيجابية هي الأساس في بناء الطمأنينة النفسية التي هي منطلق الانفتاح على الدنيا والناس والثقة بالذات بعيداً عن الانعزالية والوحدة.
أن الإنسان يشعر بالأمل والطمأنينة النفسية إذا أمن الحصول على مايشبع حاجاته الضرورية لتحقيق النمو النفسي السوي وبالتالي التمتع بالصحة النفسية الإيجابية في جميع مراحل حياته.

## طمأنينة القلب عند تلاوة القرآن الكريم
طمأنينة القلب عند تلاوة القرآن الكريم،وهي أفضل أنواع الذكر، ولذلك فهي الأجدر أن تحصل بها طمأنينة القلب، ومن عظمة القرآن الكريم وفضله وبركته أنه ربما يحصل به الخشوع وطمأنينة القلب لمن لم يفهم معناه عند تلاوته أو سماعه، وأما من يقرأ القرآن بدون تدبر فلا يمكن أن يقال إنه كمن لم يقرأه أصلا لأن قراءة القرآن كلها فيها خير وبركة وهذا الخير يتفاوت باختلاف القارئين وكيفية قراءتهم، أما من لم يقرأ القرآن فإنه يحرم نفسه بالكلية من هذا الخير.
| - ﴿وَمَا جَعَلَهُ اللَّهُ إِلَّا بُشْرَى وَلِتَطْمَئِنَّ بِهِ قُلُوبُكُمْ وَمَا النَّصْرُ إِلَّا مِنْ عِنْدِ اللَّهِ إِنَّ اللَّهَ عَزِيزٌ حَكِيمٌ ۝١٠﴾ سورة الأنفال - ﴿الَّذِينَ آمَنُوا وَتَطْمَئِنُّ قُلُوبُهُمْ بِذِكْرِ اللَّهِ أَلَا بِذِكْرِ اللَّهِ تَطْمَئِنُّ الْقُلُوبُ ۝٢٨﴾ سورة الرعد - ﴿وَأَصْبَحَ فُؤَادُ أُمِّ مُوسَى فَارِغًا إِنْ كَادَتْ لَتُبْدِي بِهِ لَوْلَا أَنْ رَبَطْنَا عَلَى قَلْبِهَا لِتَكُونَ مِنَ الْمُؤْمِنِينَ ۝١٠﴾ سورة القصص - ﴿نَحْنُ نَقُصُّ عَلَيْكَ نَبَأَهُمْ بِالْحَقِّ إِنَّهُمْ فِتْيَةٌ آمَنُوا بِرَبِّهِمْ وَزِدْنَاهُمْ هُدًى ۝١٣ وَرَبَطْنَا عَلَى قُلُوبِهِمْ إِذْ قَامُوا فَقَالُوا رَبُّنَا رَبُّ السَّمَاوَاتِ وَالْأَرْضِ لَنْ نَدْعُوَ مِنْ دُونِهِ إِلَهًا لَقَدْ قُلْنَا إِذًا شَطَطًا ۝١٤﴾ سورة الكهف - ﴿وَضَرَبَ اللَّهُ مَثَلًا قَرْيَةً كَانَتْ آمِنَةً مُطْمَئِنَّةً يَأْتِيهَا رِزْقُهَا رَغَدًا مِنْ كُلِّ مَكَانٍ فَكَفَرَتْ بِأَنْعُمِ اللَّهِ فَأَذَاقَهَا اللَّهُ لِبَاسَ الْجُوعِ وَالْخَوْفِ بِمَا كَانُوا يَصْنَعُونَ ۝١١٢﴾ سورة النحل |

## الطمأنينة في الصلاة
- أن تستقر الأعضاء في الركوع أو السجود استقرارا تاما
- بمعنى أخر: هي التأني وإعطاء كل ركن من الصلاة حقة، فإذا ركعت فأعط الركوع حقه من اعتدال الظهر والتسبيح، وكذلك الرفع منه، والسجود، وهكذا.[3]

### حكم الطمأنينة في الصلاة
- الطمأنينة ركن: والدليل حديث ذلك الرجل الذي لا يتم ركوعه ولا سجوده[فقال له ﷺ: ارجع فصل فإنك لم تصل]وهو حديث مشهور، وهذا الحديث رواه البخاري ومسلم، ويسميه العلماء: حديث المسيء في صلاته.
- ومعنى كون الطمأنينة ركنا من أركان الصلاة أن من لم يطمئن في صلاته فصلاته باطلة، ولذلك فمن أهم المهمات أن نتفقد صلاتنا ونهتم بتقويمها.

### الأدلة من السنة المطهرة
- رأى ﷺ رجلا لا يقيم صلبه في الركوع والسجود فقال: يا معشر المسلمين إنه لا صلاة لمن لا يقيم صلبه في الركوع والسجود]. حديث صحيح
- ورأى حذيفة رجلا يصلي ولا يطمئن [فقال له: منذ كم تصلي هذه الصلاة ؟ قال من 40 سنة فقال له: لو مت وأنت تصلي هذه الصلاة لمت على غير فطرة محمد ﷺ.
- هذا الركن وهو الطمأنينة يغفل عنه كثير من الناس ويتساهل فيه؛ فلربما نقر صلاته نقرا ولم يؤديها بطمأنينتها التي أمر الله تعالى بها وشرعها «صلوات الله وسلامه عليه» فهذا يقوده إلى فساد صلاته بالإخلال في الواجبات الشرعية فيها كما ثبت ذلك في الصحيحين:
- عن النبي ﷺأنه دخل المسجد، فدخل رجل فصلى، ثم جاء فسلم على النبي ﷺ فرد النبي ﷺ عليه السلام، فقال: (ارجع فصل، فإنك لم تصل)، فصلى، ثم جاء فسلم على النبي ﷺ فقال: (ارجع فصل، فإنك لم تصل) ثلاثا، فقال: والذي بعثك بالحق، ما أحسن غيره فعلمني، قال: (إذا قمت إلى الصلاة فكبر، ثم اقرأ ما تيسر معك من القرآن، ثم اركع حتى تطمئن راكعا، ثم ارفع حتى تعتدل قائما، ثم اسجد حتى تطمئن ساجدا، ثم ارفع حتى تطمئن جالسا ثم اسجد حتى تطمئن ساجدا، ثم افعل ذلك في صلاتك كلها).[5]

### كيفية الطمأنينة فيالصلاة
إن معناها أن يؤدي العبد الركن بصورة تعطيه هيئته مع سكونه قليلا حتى يستقر.
- مثلا إذا ركع الإنسان فإن هيئة الركوع تكون بالانحناء بأن يضع المسلم يديه بالقرب من ركبته والأفضل على الركبتين كما هي سنة النبي ﷺ ثم يستقر شيئا ما حتى يأخذ العضو هيئته، فهذا الاستقرار هو الطمأنينة.
- ليس له حد منصوص وإنما المراد منه أن يحصل السكون والاستقرار في هيئة الركن.
- مثلا من قام من ركوعه وجب أن يعتدل حتى تستقر أعضاؤه، وكذلك في حال الركوع والسجود والجلسة بين السجدتين، وليس في هذا حد منصوص وإنما يتم باستقرار البدن حتى يأخذ الركن هيئته، ولو اكتفى بمقدار تسبيحة فذلك حسن.
- على أن هذا ليس هو المعيار في ذلك وإنما المعيار أن يكون مستقرا في هيئة الركن بحيث يأخذ هيئته وتحصل الطمأنينة فيه.
- وهذا يخل به كثيرا من الناس - كما لا يخفى - ولذلك لزم تعليم عباد الله المؤمنين وجوب هذا الركن وأن الصلاة لا تصح إلا به، ويجب أن يرفق بالناس وأن يعلموا تعليما رفيقا وبأسلوب حسن لطيف يحببهم إلى طاعة الله عز وجل ويجعلهم يأخذون بما علموا من شرع الله جل وعلا.[6]

## وصلات خارجية
- http://www.slah5.com/new_page_1.htm
- http://rafed.net/booklib/view.php?type=c_fbook&b_id=920&page=166 نسخة محفوظة 15 يناير 2015 على موقع واي باك مشين.
- http://www.islamweb.net/fatwa/index.php?page=showfatwa&Option=FatwaId&Id=13210